# Шувалия, Алден
Алден Шувалия (босн. Alden Šuvalija; род. 3 марта 2002, Сараево, Босния и Герцеговина) — боснийский футболист, защитник словацкого клуба «Тренчин».

## Карьера
Воспитанник клуба «Сараево». В марте 2021 года перешёл в хорватский «Новиград». В августе того же года был выкуплен португальской «Виторией» (Гимарайнш), где был заявлен за команду U23.
В июле 2022 года перешёл в чешский «Словацко» и сразу отдан в аренду в клуб «ВиОн» (Злате-Моравце). Дебютировал в чемпионате Словакии 31 июля 2022 года в матче с «ДАК 1904».
В сентябре 2023 года перешёл в словацкий «Тренчин»

## Карьера в сборной
Играл за команды Боснии и Герцеговины до 17 и 19 лет.